# Clímaco Calderón
Clímaco Calderón Reyes (Santa Rosa de Viterbo, 23 de agosto de 1852-Bogotá, 19 de julio de 1913) fue un abogado, escritor, economista y político colombiano miembro del Partido Liberal Colombiano.
Egresado del Colegio mayor de Nuestra Señora del Rosario, formó parte de las corporaciones legislativas, de la Corte Suprema de Justicia y fue ministro de Gobierno, de Relaciones Exteriores y designado a la Presidencia de la República, cónsul en Nueva York y luego ministro plenipotenciario (embajador) en los Estados Unidos. 
En su condición de procurador general de la Nación, a raíz de la muerte del presidente Francisco Javier Zaldúa, ejerció el poder del 21 al 22 de diciembre de 1882, entregado el poder a José Eusebio Otálora, quien fue designado para completar el período de Zaldúa.
Por varios años dirigió allá la revista “La América”. Escribió importantes obras de economía y brilló como extraordinario orador.

## Biografía
Clímaco Calderón Reyes nació el 23 de agosto de 1852, en Santa Rosa de Viterbo, Boyacá, en la República de Nueva Granada. Era miembro de una prestante familia de militares y escritores.
Realizó estudios en la Universidad del Rosario.
Adepto al movimiento liberal del presidente Rafael Núñez, fue nombrado por este en varios cargos durante su primera administración. Núñez lo nombró secretario de gobierno entre febrero y noviembre de 1881. Luego pasó a ocupar la Cancillería de Colombia entre noviembre de 1881 y abril de 1882. Finalmente Núñez lo nombró procurador general de la Nación en abril de 1882.

### Presidencia (21 y 22 de diciembre de 1882)
Calderón fue designado como presidente de Colombia para suceder al anciano presidente Francisco Javier Zaldúa, quien falleció en el cargo, a causa de sus múltiples problemas de salud. Se posesionó durante la tarde del 21 de diciembre de 1882, ante los testigos Hermógenes Wilson y Pedro José Sarmiento, el primero, Secretario de Hacienda y el otro, comandante del Ejército Nacional. 
Su elección se dio porque el primer designado, Rafael Núñez, declinó la opción, además de que el segundo designado no estaba en Bogotá el día del fallecimiento de Zaldúa, y de acuerdo con la Constitución de 1863, el procurador general de la Nación debía asumir el cargo, como en efecto sucedió. 
Clímaco entregó el poder al día siguiente, 22 de diciembre, a José Eusebio Otálora, quien era el segundo designado de Zaldúa, y fue quien terminó el período del fallecido expresidente.

### Pospresidencia
Por su parte, Calderón volvió a sus labores en la Procuraduría hasta 1883, siendo reemplazado por Fiódolo González Linerón. En 1899, el presidente Manuel Antonio Sanclemente lo nombró ministro plenipotenciario ante el gobierno del presidente estadounidense William McKinley. Derrocado Sanclemente, José Manuel Marroquín confirmó a Calderón en el cargo hasta octubre de 1900.
En 1904 su pariente Rafael Reyes lo nombró por segunda vez ministro de relaciones exteriores, del 27 de octubre de 1904 hasta junio de 1906. Durante su estancia en la cancillería, Calderón fue encargado del Ministerio de Hacienda y Tesoro por el presidente Reyes, entre septiembre y noviembre de 1905, mientras se nombraba un nuevo titular en la cartera.

### Últimos años

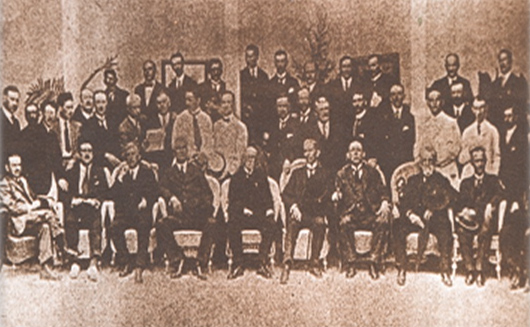
Calderón con los fundadores de la Universidad Republicana, 1912.

#### Fundación de la Universidad Republicana
El 22 de abril de 1912 suscribió junto con Tomás O. Eastman, Diego Mendoza, Francisco J Fernández, Juan David Herrera, Hipólito Machado, Liborio D Cantillo, Simón Chaux, Joaquín M Monroy, Luis Vargas R, José Manuel Vásquez, Martín Camacho, Felipe Camacho, Felipe Zapata y Eugenio J. Gómez la Escritura Pública Número 332 otorgada en la Notaría Tercera del Círculo de Santa Fe de Bogotá con la cual se transformó (con un capital de $100.000,00 representados en 2.000 acciones nominales de $50,00 cada una) en una compañía anónima de capital limitado a la corporación denominada Universidad Republicana.
La corporación, mediante escritura pública 1183 de 1913 se transformaría en la actual Universidad Libre, de carácter privado.

#### Muerte
Clímaco Calderón Reyes sufrió un infarto renal murió el 19 de julio de 1913 a los 60 años, en Bogotá. 

## Familia
Clímaco era hijo de Carlos Calderón Reyes y de su esposa Clotilde Reyes Fonseca. Los Calderón Reyes eran también padres de Florentino y Carlos Calderón Reyes, II.
Su madre Clotilde, era hija de Ambrosio Reyes Moreno, también padre de Rafael Reyes Prieto, quien llegó a ser presidente entre 1904 y 1909, tras su renuncia forzosa. Clotilde por tanto era medio hermana de Rafael, porque Ambrosio los tuvo de distintos matrimonios, uno con María Rosa Fonseca (madre de Clotilde), y otro con Ana Antonia Prieto (madre de Rafael). En conclusión, Clímaco era sobrino en segundo grado de Rafael Reyes Prieto. 

### Matrimonio y descendencia
Clímaco contrajo nupcias con Amalia Pérez Triana. Amalia era hija del político liberal y escritor Santiago Pérez Manosalva, quien fue presidente de Colombia entre 1874 y 1876; y de María Josefa Triana, quien era hija de Liboria Triana y del político Lorenzo María Lleras, cabeza de la familia Lleras.
Clímaco es el tío tatarabuelo de los hermanos Santos Calderón: Juan Manuel (presidente de Colombia entre 2010 y 2018), Enrique, Luis Fernando y Felipe Santos Calderón; y de sus primos, los hermanos Francisco y Rafael Santos Calderón. 
Ésta relación se da a raíz de que Clímaco era hermano de Arístides Calderón Reyes, taratabuelo de los Santos Calderón, ya que los padres de los hermanos y primos, Enrique Santos Castillo y su hermano Hernando Santos Castillo, estaban casados con las bisnietas de Arístides, las hermanas Clemencia y Helena Calderón Nieto.